# Czégi József
Czégi József (Kaposszekcső, 1922. május 1. – Budapest, 1983. április 8.) magyar gépészmérnök, egyetemi tanár, a műszaki tudományok kandidátusa (1954). A Magyar Tudományos Akadémia Gépszerkezettani Bizottságának, a Gépipari Tudományos Egyesület Tribológiai Főbizottságának és az Igazságügyi Műszaki Szakértői Bizottságnak tagja volt.

## Életpályája
A dombóvári gimnáziumban érettségizett. 1940–1944 között Budapesten a József Nádor Műszaki és Gazdaságtudományi Egyetemen gépészmérnöki tanulmányokat folytatott; oklevelét – a második világháború miatt – 1945-ben kapta meg. 1942-től a II. gépszerkezettani tanszéken volt gyakornok. 1943-ban kisegítő tanársegéd, 1944-ben díjas gyakornok, 1945-től tanársegéd, 1949-től adjunktus volt. 1945-ben a MÁV dombóvári műhelyében üzemmérnök volt. 1946–1947 között a LAMPART Művek Rt. alkalmazta. 1947–1948 között a Szivattyúgép Rt. telephelyén dolgozott. 1949–1951 között az Állami Műszaki Főiskolán tanított. 1950–1952 között tagozatvezető volt az esti épületgépész tagozatnál. 1952–1953 között a Szolnoki Közlekedési Műszaki Egyetemen mint megbízott tanszékvezető előadásokat tartott. 1959-ben a gépelemek tanszék docense lett. 1963–1966 között a Budapesti Műszaki és Gazdaságtudományi Egyetem Gépészmérnöki Karának tudományos dékánhelyettese volt.

### Munkássága
Az üzemi munkák során figyelme az ágyazástechnika felé fordult. Az egyetemi tanszék laboratóriumában felállított csapágyvizsgáló gépen önálló kutatásokat végzett, felhasználta a kenéstechnika hazai és nemzetközi irodalmát is. Eredményeit a gépészmérnökképzésben, a gépelemek tantárgy korszerűsítésében és az ipari gyakorlat számára írt kézikönyveiben hasznosította. Tudományos kutatómunkája során az OMFB megbízásából a színesfém csapágyanyagok és a műanyagok felhasználásának 20 éves fejlesztési tervének kidolgozásában is részt vett. A kenéstechnika és a siklócsapágyak szakértője volt. Eredményei közül kiemelhető a hengeres hidrodinamikus csapágyak állandósult terhelés melletti határteherbírása és a hidrosztatikus csapágyak optimalizációja témákban végzett munkája.
Temetésére a Farkasréti temetőben került sor (21/2-9-52).

## Művei
- Irányelvek a siklóscsapágyak korszerű tervezésére (Budapest, 1951)
- Technikai fizika (Budapest, 1951)
- Szerszámgépek főorsócsapágyai (Budapest, 1952)
- Motor siklócsapágyak (Budapest, 1953)
- Siklócsapágy kézikönyv (szerkesztő, I.-II. Budapest, 1953-1954)
- Siklócsapágyak elméletének és kialakításának újabb szempontjai (Budapest, 1955)
- Műanyagok a gépiparban (Makádi Józseffel, Budapest, 1961)
- Siklócsapágyazások (Budapest, 1962)